# Vereniging voor Wetenschapsjournalistiek en -communicatie Nederland
Vereniging voor Wetenschapsjournalistiek en -communicatie Nederland (VWN) is een in 1985 opgerichte beroepsvereniging van mensen werkzaam in diverse vormen van voorlichting en journalistiek over de wetenschap.

## Geschiedenis
De VWN is ontstaan als de Sectie Wetenschapsjournalistiek van de Nederlandse Vereniging van Journalisten (NVJ) en in 1985 verzelfstandigd. De oorspronkelijke naam was “Vereniging voor Wetenschapsjournalistiek Nederland”. Ontwikkelingen binnen het vakgebied, zoals de groei van het aantal freelancers en het feit dat journalisten vaak ook actief zijn met andere vormen van communicatie, leidden ertoe dat in 2013 de doelstellingen werden verruimd. De naam veranderde in “Vereniging voor wetenschapsjournalistiek en -communicatie Nederland”. Het ledenaantal van de VWN ligt tussen de 350 en 400.
Voorzitters van de vereniging waren onder andere Sanne Deurlo, Joost van Kasteren en Margriet van der Heijden. In 2024 is Anne van Kessel voorzitter.

## Beroepsvereniging
Als beroepsvereniging stelt de VWN zich onder andere het bevorderen van de kwaliteit ten doel. Daartoe organiseert ze excursies en workshops (bijv. over factchecking), onderhoudt ze contacten met onderzoeksorganisaties (zoals de Nederlandse Organisatie voor Wetenschappelijk Onderzoek (NWO)), beheert ze een interne discussielijst en werkt ze samen met internationale beroepsverenigingen (zoals de European Federation for Science Journalism (EFSJ)). De VWN is dus geen vakbond.
De VWN beheert twee fondsen op het gebied van wetenschapscommunicatie:
- het naar voormalig minister Boy Trip vernoemde VWN Tripfonds ondersteunt het bezoek aan internationale symposia en evenementen.[5]
- het naar de oud-VWN-voorzitter Sanne Deurloo vernoemde beurzen helpen jonge mensen om cursussen te doen.[6]

## Activiteiten
De VWN was met NWO organisator van het jaarlijkse evenement “Bessensap”, waar wetenschappers en communicatieprofessionals elkaar ontmoetten. Ook wordt gewerkt aan een grote prijs voor non-fictie-boeken, waarbij het DJA-advies vooral het wetenschappelijk proces te tonen zal dienen als selectiecriterium. Door de corona-crisis is dit plan vertraagd.
Tijdens de algemene ledenvergadering reikt de VWN een publicatieprijs uit voor een productie die op inspirerende wijze wetenschap aan het publiek overbracht. In het verleden is de prijs, een gouden beitel, gewonnen door:
- Jop de Vrieze (2014)
- Aliëtte Jonkers (2015)[3]
- Hester van Santen (2016)
- Martin Enserink (2017)
- Ronald Veldhuizen (2018)
- Stan van Pelt (2019)
- Saar Slegers (2020)
- Maartje Bakker (2021)
- Niki Korteweg (2022).
- Maartje Bakker (2023).
- Bella Felix (2024).[10]